# 里見龍樹
里見 龍樹（さとみ りゅうじゅ、1980年 - ）は、日本の文化人類学者。早稲田大学人間科学学術院准教授。博士（学術）。専門は文化人類学・メラネシア民族誌。

## 略歴
東京都出身。2004年、東京大学教養学部総合社会科学科卒業。2007年、東京大学大学院総合文化研究科国際社会科学専攻修了、博士課程に進学。2009年、東京大学大学院総合文化研究科超域文化科学専攻入学。2014年、同専攻単位取得退学、「ソロモン諸島マライタ島北部のアシ/ラウにおける「海に住まうこと」の現在 別様でありうる生の民族誌」で博士（学術）。現在、早稲田大学人間科学学術院准教授。

## 受賞
- 2004年 - 一高記念賞[3]
- 2015年 - 一高記念賞[3]
- 2016年 - アジア太平洋研究賞（井植記念賞）[3]
- 2018年 - 日本オセアニア学会賞[3]
- 2018年 - 澁澤賞[1][3]

## 著書
- 『「海に住まうこと」の民族誌：ソロモン諸島マライタ島北部における社会的動態と自然環境』風響社、2017年
- 入門講義 - 現代人類学の冒険 (平凡社) (2024年)

### 共編著・訳書
- マリリン・ストラザーン『部分的つながり』（大杉高司、浜田明範、田口陽子、丹羽充との共訳）水声社、2015年
- エドゥアルド・ヴィヴェイロス・デ・カストロ『インディオの気まぐれな魂』（近藤宏との共訳）水声社、2015年
- 『21世紀の文化人類学 世界の新しい捉え方』（前川啓治、箭内匡、深川宏樹、浜田明範、木村周平、根本達、三浦敦との共著）新曜社、2018年